# Jaap Spijkers
Jaap Spijkers (Tilburg, 11 februari 1958) is een Nederlands acteur en toneelregisseur.

## Levensloop
Spijkers volgde de Toneelschool Arnhem, waar hij in de klas zat bij Marieke Heebink en Bert Geurkink. Als acteur is hij bekend van televisie, film, theater en toneel. Hij begon zijn toneelcarrière bij theatergezelschap De Trust onder leiding van Theu Boermans. Later kreeg hij bekendheid in films. Hij won een Gouden Kalf voor zijn hoofdrol in 1000 Rosen (regie Theu Boermans) en een gezamenlijke voor Cloaca, die hij eveneens op het toneel speelde. Verder kreeg hij nominaties voor beste bijrol in Ober en De Poolse bruid. Voor zijn rol in Taartman ontving hij tijdens de eerste editie van het Odessa International Film Festival de prijs voor beste acteur.
Spijkers is als acteur verbonden aan Het Nationale Toneel. Hij speelde hier onder meer in Lange dagreis naar de nacht (Eugene O'Neill), Faust I & II (regie: Johan Doesburg) en De prooi. In het verleden regisseerde hij ook bij Het Nationale Toneel, onder meer Dat smoel en Land zonder woorden.
Spijkers is vaste regisseur bij Het Toneel Speelt. Hier regisseerde hij onder meer Ghetto (2009), Gijsbrecht van Aemstel (2012) en King Lear (2012).
In 2014 speelde hij de rol van Siem Sigerius in het hoorspel Bonita Avenue bij de NTR. In 2022 speelde hij de rol van minister-president Wim Kok in de televisieserie Het jaar van Fortuyn.
In 2022 produceerde hij samen met zijn dochter Nina Spijkers (1988) een productie van Shakespeare's Coriolanus.

## Filmografie
- Kracht (1990) - Slager
- 1000 Rosen (1994) - Harry
- De Tasjesdief (1995) - Vader Alex
- De Partizanen (1995) - Pie
- De jurk (1996) - Buschauffeur
- Advocaat van de hanen (1996) - Frank
- De nieuwe moeder (1996) - Man in trein
- Zwarte Sneeuw (1996) - Man van 3 hoog
- Karakter (1997) - Overbuurman
- De Poolse bruid (1998) - Henk Woldring
- Leven en dood van Quidam Quidam (1999) - Unico Hafmo Flugs van Leeuwen
- Kruimeltje (1999) - Vader Keesie
- De aanklacht (2000) - Maarten Bannink
- Met grote blijdschap (2001) - Luc Sipkes
- Zus & Zo (2001) - Jan
- De Tweeling (2002) - Vader Rockanje
- Grimm (2003) - Hopper
- Cloaca (2003) - Maarten
- Bluebird (2004) - Meneer de Leeuw
- Stille Nacht (2004) - Van den Brink
- Baantjer (2005) - Lex Hamer
- Eilandgasten (2005) - Nils
- Ik omhels je met 1000 armen (2006) - Dimitri
- Ober (2006) - Walter
- Nachtrit (2006) - Grimbergen
- Keyzer & De Boer Advocaten (2007-2008) - Carel van Veere
- Bride Flight (2008) - Reporter Londen
- Wijster (2008) - Rob van der Laan
- Limo (2009) - Notaris
- Terug naar de kust (2009) - Martin
- Taartman (2009) - Ben van Bommel
- De gelukkige huisvrouw (2010) - Theo
- De punt (2009) - Joop den Uyl
- Frits & Freddy (2010) - Max Den Hamer
- Sint (2010) - Politiechef
- New Kids Turbo (2010) - Rechter
- Sonny Boy (2011) - Tuinder
- In therapie (2011) - Simon van Oudshoorn
- Bende van Oss (2011) - Pastoor (Nominatie Gouden Kalf beste mannelijke bijrol)
- Jackie (2012) - vader (Harm)
- Daglicht (2013) - Mr. Sam Dijksman
- Smeris (2015) - Robert Kamp
- Hollands Hoop (2017) - Uwe Noorman
- Voetbalmaffia (2017) - Ton, vader van Johnny de Graaff (Chiem Vreeken)
- Ik weet wie je bent (2018) - Ramon van Leer
- Bankier van het verzet (2018) - Ritter
- Oogappels (2019-heden) - Vader van Fabie Schneeman
- Het jaar van Fortuyn (2022) - Wim Kok
- Kerstappels (2022) - Vader van Fabie Schneeman
- Máxima (2024) - Wim Kok
- Goudappels (2024) - Vader van Fabie Schneeman

## Toneel
- De prooi (2012) - Jan Kalff
- Soldaat van Oranje (2015) - François van 't Sant